# Gaio Livio Druso
Gaio Livio Druso (in latino Gaius Livius Drusus; fl. II secolo a.C.) è stato un politico romano, console nel 147 a.C..

## Biografia
Le sue origini non sono certe, ma come si può dedurre dal suo nome completo, probabilmente apparteneva alla gens Aemilia e venne adottato da un certo Marco Livio Druso. Un'altra ipotesi, invece, suggerisce che il nonno, sempre Marco Livio Druso, possa avere avuto due figli, entrambi di nome Marco, da due mogli differenti, la seconda delle quali aveva nome Emilia, per cui il figlio, padre di Gaio, avrebbe aggiunto la denominazione di Aemilianus.
Gaio Livio Druso fu eletto console nel 147 a.C. con Publio Cornelio Scipione Emiliano.